# Храпунов, Виктор Вячеславович
Виктор Вячеславович Храпунов (род. 24 ноября 1948, село Предгорное, Глубоковский район, Восточно-Казахстанская область, Казахская ССР) — советский и казахстанский государственный деятель. Бывший аким Алматы, бывший аким Восточно-Казахстанской области Республики Казахстан, бывший министр по чрезвычайным ситуациям Республики Казахстан с 11 января по 1 ноября 2007 года, бывший президент Федерации хоккея Казахстана (летом 2008 года подал в отставку, находясь на лечении в Швейцарии).

## Биография
Родился 24 ноября 1948 года в селе Предгорное, Глубоковского района, Восточно-Казахстанской области, Казахской ССР. В русской семье отец — Вячеслав Алексеевич Храпунов, инвалид Великой Отечественной войны, родился 21 февраля 1913 г. в Перми. Его мать, Анастасия Николаевна Храпунова.
Окончил Усть-Каменогорский индустриальный техникум, Алматинский энергетический институт, Алматинскую высшую партийную школу, получил учёную степень доктора экономических наук (тема диссертации — «Региональные аспекты рыночной реформы в Казахстане и развитие рынка электроэнергии (на примере города Алматы)» (1999)).
После окончания техникума работал дежурным слесарем, слесарем по ремонту, сменным мастером, мастером, старшим инженером-технологом ПТО, заместителем начальника котельного цеха, начальником турбинного цеха Алматинской ТЭЦ; главным инженером Алматинского предприятия тепловых сетей; председателем Ленинского райисполкома; вторым секретарём Алматинского горкома партии; первым заместителем председателя Алматинского горсовета — председателем горисполкома; первым заместителем главы Алматинской городской администрации; министром энергетики и угольной промышленности РК; министром энергетики и природных ресурсов РК; с июня 1997 года — аким города Алматы.
В 2002 году Виктор Храпунов как аким Алматы выступал с инициативой о запрете на праворульные автомобили в Алмате, однако предложение не было реализовано.
С декабря 2004 по 11 января 2007 года — аким Восточно-Казахстанской области.
С 11 января 2007 по 1 ноября 2007 года занимал пост Министра по чрезвычайным ситуациям Республики Казахстан.
1 ноября 2007 года отправлен в отставку по предложению Премьер-министра Карима Масимова в связи с незаконным выделением им земельных участков на водоохранных территориях Алматы, за допущенные нарушения в бытность акимом, после скандала с незаконной застройкой предгорий Алматы.
В 2007 году эмигрировал в Швейцарию. В 2009 и 2011 годах члены семьи Храпуновых фигурировали в списках 300 самых богатых жителей Швейцарии по версии журнала «Bilan», с состоянием в 300—400 млн швейцарских франков.
В 2012 году был опубликован «Список недвижимого имущества и компаний, находящихся (или находившихся) в собственности Виктора Храпунова и членов его семьи в Алматы и в Швейцарии».

## Критика и обвинения
Экс-кандидат в Президенты Республики Казахстан на выборах 1999 года, заместитель по партийному строительству общественного объединения «Русская партия Казахстана» (РПК). Ж. А. Базильбаев утверждал, что 23 мая 2009 года он передал прокурору г. Алма-Аты постановление следователя по особо важным делам, в котором говорится, что Храпунов В. В. постановлениями акима Алма-Аты исключил из земель природного парка и предоставил для строительства и эксплуатации коттеджа своей супруге земли, отнесённые к категории земель особо охраняемых природных территорий, которые, согласно земельному законодательству, продаже под застройку не подлежали.
По данным казахстанской газеты «Время», в отношении В. В. Храпунова было возбуждено несколько уголовных дел. В числе вероятных злоупотреблений указывались строительство нового терминала в аэропорту Алматы и сделка с бельгийской компанией «Трактебель» по продаже городского энергокомплекса, а также упоминавшиеся выше инциденты с незаконной передачей муниципальных земель в частную собственность. Агентство Казахстана по борьбе с экономической и коррупционной преступностью сообщало о возбуждении и расследовании 20 уголовных дел в отношении В. В. Храпунова. Был объявлен в международный розыск по линии Интерпола в связи с обвинениями в легализации доходов, мошенничестве, организации преступной группы, злоупотреблении полномочиями, получении взяток.
8 октября 2018 года специализированный районный суд г. Алма-Аты вынес Виктору Храпунову, обвиняемому в хищении бюджетных средств и получении взяток, заочный приговор: 17 лет лишения свободы, лишение всех наград и орденов.

## Семья
Женат. Имеет пятерых детей и троих внуков.
Жена — Лейла Калибековна Храпунова, бывшая владелица группы компаний «Viled», учредитель негосударственного некоммерческого учреждения «Алматинский экономический университет». В 2012 году была объявлена в розыск агентством Казахстана по борьбе с экономической и коррупционной преступностью по обвинению в мошенничестве.
Дочери — Галина Храпунова; Елена Храпунова; Эльвира Храпунова-Бельмадани, владелица ювелирного бутика в Женеве.
Сыновья — Ильяс Храпунов, президент компании «Swiss Development Group»; Даниэль Храпунов.

## Научные звания, степени, деятельность
- Доктор экономических наук, тема диссертации — «Региональные аспекты рыночной реформы в Казахстане и развитие рынка электроэнергии (на примере города Алматы)» (1999)
- Член-корреспондент МИА (1998)
- Академик ИА РК (2003)

## Награды
- Орден «Первого Президента Республики Казахстан Нурсултана Назарбаева» (2005)
- Орден «Парасат» (2000)
- Олимпийский орден НОК Республики Казахстан (2003)
- Медали
- Звание «Заслуженный деятель культуры Республики Казахстан»
- Почётный гражданин города Алма-Аты
- Почётный гражданин Алматинской области.
- Почётный гражданин города Туркестан.
- С 2000 по 2006 год включительно был признан Человеком года с присуждением символом золотой статуэтки «Алтын Адам — Золотой человек».